# راو يي
راو يي (بالصينية: 饶毅) هو عالم أعصاب وأحيائي صيني، ولد في 1962.